# Irena Orska
Irena Orska, Irena Orska-Wtorzecka (ur. 12 października 1915 w Krakowie, zm. 13 lutego 2004 w Krakowie) – polska aktorka teatralna i filmowa.

## Życiorys
W 1967 r. odznaczona Złotą Odznaką za zasługi dla miasta Krakowa.
Pochowana na cmentarzu Rakowickim w Krakowie.

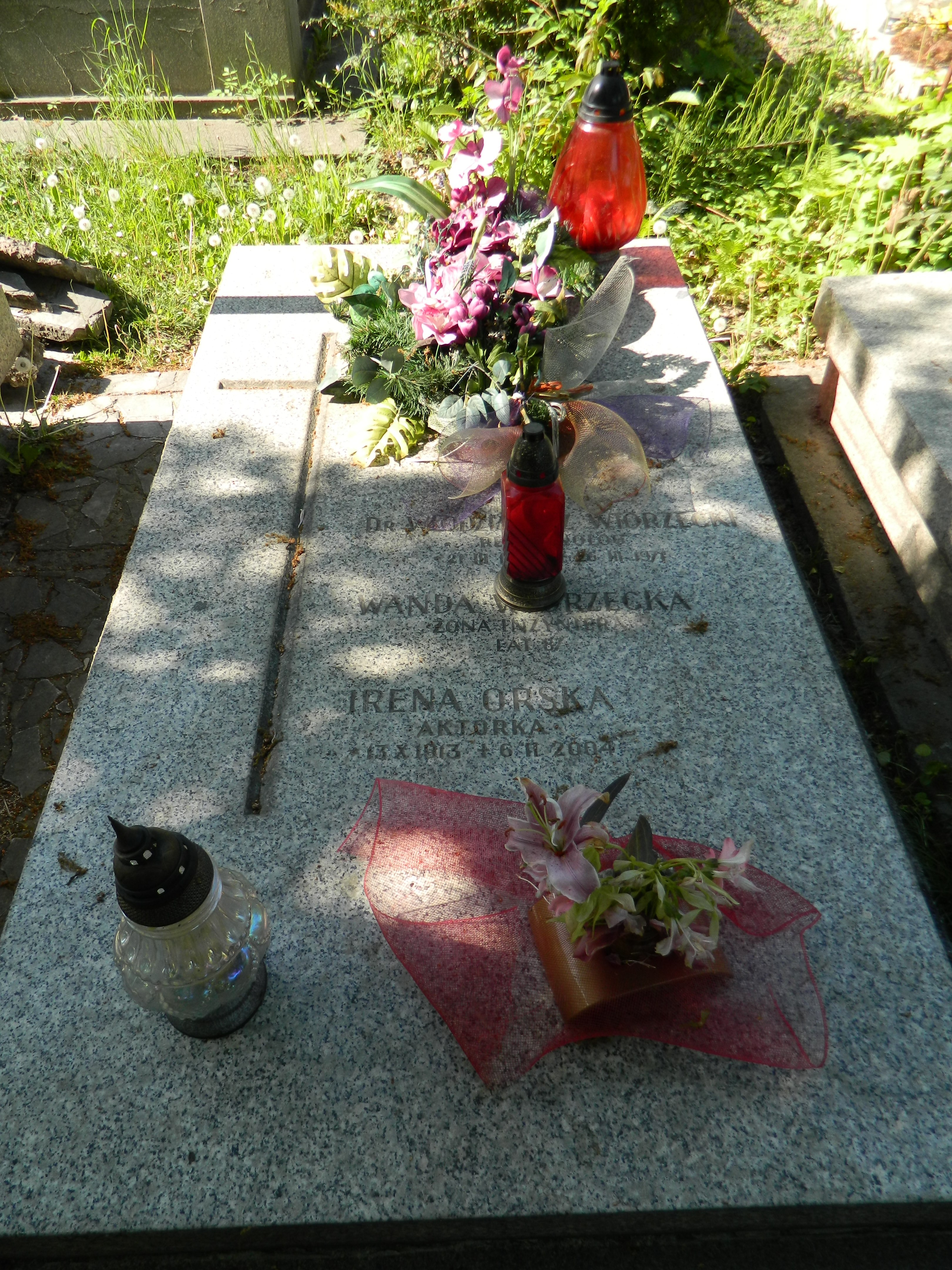
Grób Ireny Orskiej na cmentarzu Rakowickim w Krakowie (kwatera PAS 69, rząd PŁN)

## Wybrane role teatralne
- 1945: Damy i huzary Aleksandra Fredry − Zuzia (reż. Józef Karbowski, Teatr Miejski im. Juliusza Słowackiego w Krakowie)
- 1957: Komedia omyłek Williama Shakespeare’a − Adriana (reż. Mieczysław Daszewski, Teatr Młodego Widza w Krakowie)
- 1957: Pamiętnik Anny Frank Frances Goodrich i Alberta Hacketta – Pani van Daan (reż. Jerzy Merunowicz, Teatr Młodego Widza w Krakowie)
- 1965: Królewskie łowy, na podst. twórczości Wojciecha Bogusławskiego − Małgorzata (reż. Jerzy Ukleja, Teatr Rozmaitości w Krakowie)
- 1969: Dobry człowiek z Seczuanu Bertolta Brechta – Mi Tsu (reż. Józef Wyszomirski, Teatr Rozmaitości w Krakowie)
- 1972: Pan Jowialski Aleksandra Fredry − Szambelanowa (reż. Mieczysław Górkiewicz, Teatr Rozmaitości w Krakowie)
- 1974: Śmierć gubernatora Leona Kruczkowskiego – Anna Maria (reż. Helmut Kajzar, Teatr Bagatela w Krakowie)
- 1974: Balladyna Juliusza Słowackiego − Matka (reż. Mieczysław Górkiewicz, Teatr Bagatela w Krakowie)
- 1977:  Matka Joanna od Aniołów Jarosława Iwaszkiewicza − Gospodyni (reż. Leopold René Nowak, Teatr Bagatela w Krakowie)

## Wybrane role wTeatrze Telewizji
- 1969: Zjazd koleżeński Mariana Promińskiego – Stokrotka (reż. Halina Gryglaszewska)
- 1973: Zakłócenia w odbiorze Karolya Szalonyi'ego – Matka (reż. Ryszard Smożewski)
- 1973: Diabeł, na podst. prozy Lwa Tołstoja – Teściowa (reż. Lidia Zamkow)
- 1974: Czapka błazeńska Luigiego Pirandella – Assunta (reż. Jan Błeszyński)
- 1974: Wariatka z Chaillot Jeana Giraudoux – Konstancja (reż. Krystyna Skuszanka)
- 1978: Jubileusz Davida Storeya(inne języki) – Helen (reż. Tadeusz Lis)
- 1982: Powrót z Elby Daniela Christoffa – Zofia (reż. Romana Próchnicka)
- 1986: Piwnica Krzysztofa Choińskiego – Amelia (reż. Stanisław Zajączkowski)

## Role filmowe
- 1959: Wspólny pokój (reż. Wojciech Jerzy Has) − pani Bove
- 1960: Rozstanie (reż. Wojciech Jerzy Has) − kuzynka Magdaleny
- 1961: Złoto (reż. Wojciech Jerzy Has) − Nowakowa
- 1962: Dziewczyna z dobrego domu (reż. Antoni Bohdziewicz) − uczestniczka przyjęcia w Dębach
- 1962: Jak być kochaną (reż. Wojciech Jerzy Has) − redaktorka w studio radiowym
- 1963: Zdarzenie II w Rozwodów nie będzie (reż. Jerzy Stefan Stawiński) − Zofia Kaliszewska, matka Joanny
- 1964: Rękopis znaleziony w Saragossie (reż. Wojciech Jerzy Has) − Duegna
- 1965: Dzień urodzin (2) w Trzy kroki po ziemi (reż. Jerzy Hoffman, Edward Skórzewski) − Marysia, żona Majchrowskiego
- 1966: Cierpkie głogi (reż. Janusz Weychert) − nauczycielka Helena
- 1966: Szyfry (reż. Wojciech Jerzy Has) − sąsiadka
- 1966: Ściana Czarownic (reż. Paweł Komorowski) − profesorowa Maria Janicka
- 1968: Lalka (reż. Wojciech Jerzy Has) − pani Meliton
- 1970: Pejzaż z bohaterem (reż. Włodzimierz Haupe) − Weberowa, nauczycielka
- 1970: Wakacje z duchami, odc. 2 serialu: Akcja „Stary kalosz” (reż. Stanisław Jędryka) − Szuplakowa, gospodyni
- 1971: Kocie ślady (reż. Paweł Komorowski) − właścicielka pensjonatu
- 1971: Podróż za jeden uśmiech, odc. 7 serialu: Pożegnanie z Dudusiem (reż. Stanisław Jędryka) − pani Zuzia, kelnerka w ośrodku „Kmita"
- 1973: Ciemna rzeka (reż. Sylwester Szyszko) − Pawlakowa, gospodyni Heli w Lublinie
- 1973: Sanatorium pod Klepsydrą (reż. Wojciech Jerzy Has) − matka Józefa
- 1973: Wielka miłość Balzaka, odc. 5 serialu: Spotkanie w Sankt-Petersburgu (reż. Wojciech Solarz) − kasjerka w teatrze
- 1974: Opowieść w czerwieni (reż. Henryk Kluba) − Pacześniakowa
- 1975: Trzecia granica, odc. 6 serialu: Order z Księżyca (reż. Wojciech Solarz) − Bulandowa
- 1977: Gdzie woda czysta i trawa zielona (reż. Bohdan Poręba) − matka sekretarza
- 1977: Tańczący jastrząb (reż. Grzegorz Królikiewicz) − matka Wiesławy
- 1978: Sowizdrzał świętokrzyski (reż. Henryk Kluba) − matka Florianka
- 1981: Czwartki ubogich (reż. Sylwester Szyszko) − Wanda, gospodyni Jerzego
- 1982: Życie Kamila Kuranta (reż. Grzegorz Warchoł) − staruszka przy kościele